# Quinta do Noval
Quinta do Noval is een zelfstandig wijnbouwbedrijf nabij Vilarinho de Cotas dat “single quinta port” produceert. Dit in tegenstelling tot veel andere wijnbouwbedrijven in de Dourovallei die hun druiven leveren aan grote handelshuizen in Vila Nova de Gaia om daar port te laten produceren. Noval heeft aldaar wel een klein verkoopkantoor. 
Een quinta is een boerderij waar druiven verbouwd worden. Sommige boerderijen kunnen betreft bedrijfsvoering enigszins vergeleken worden met een chateau in Frankrijk. Naast het verbouwen van druiven maken deze bedrijven zelf ook de wijn. Noval bezit voornamelijk geclassificeerde A-wijngaarden waar allerlei mogelijke kwaliteitstypen portwijn geproduceerd worden. Deze worden verkocht onder de naam van de quinta: Quinta Do Noval. Het bedrijf is een middelgroot porthuis en verkoopt jaarlijks ruim een miljoen flessen van diverse typen en jaargangen.
Naast port wordt er sinds 2004 ook droge rode wijn gemaakt.

## Ligging en geschiedenis
In 1715 werd de quinta - gelegen op de plek waar de rivieren Douro en Pinhão samenkomen - al vermeld in het staatsregister. De wijn van deze toen al goede wijngaarden werden verkocht met behulp van Rebello Valente, een expediteur. Het bedrijf bleef in de familie totdat de druifluis eind 19e eeuw toesloeg.
António José da Silva  - ook een expediteur - nam het bedrijf in 1884 over. Hij herstelde de wijngaarden door deze te herbeplanten.

Schoonzoon Luiz Vasconcelos Porto, die getrouwd was met zijn enige dochter, speelde een belangrijke rol in een aantal vernieuwingen. Hij vormde de oude smalle wijnbouwterrassen om in bredere en iets hellende terrassen teneinde ze efficiënter te kunnen bewerken. Deze terrassen zijn zowel gunstiger voor de planten als voor de afrijping van beide rijen druivenstokken. De achterste rij druivenstokken op de terrassen met dubbele rijen staan door deze ingreep niet meer in de schaduw.

De dochter van Luiz trouwde met Christiano van Zeller. Hun zoon Fernando werd later verantwoordelijk voor de wijngaarden toen Luiz zelf in 1963 met pensioen ging. De neef Van Zeller, Frederico, trad als wijnmaker op. Hij mengde de wijnen van 1927 tot 1975.
Luiz en Christiano stierven beiden in 1982 waarna de quinta overging op hun kinderen. Vanaf dat moment werd het bedrijf niet goed geleid. Ten gevolge van ruzies werd het bedrijf in 1993 door Christiano jr. verkocht aan Axa Millésime, een dochter van de Franse verzekeringsmaatschappij AXA. Sedertdien wordt Quinta do Noval geleid door de Engelsman Christian Seely. Deze is getrouwd met Maria Cálem, telg uit het porthuis Cálem.
Christiano jr. heeft later meerdere kleine quintas gekocht en een nieuw handelshuis onder eigen naam opgericht.

## De wijn, druiven en microklimaat
Omdat single quintas als wijnbedrijf in vergelijking met de grote handelshuizen weinig wijn maken, kunnen zij ook minder wijn mengen waardoor het kwaliteitsniveau door de jaren heen niet constant gehouden kan worden. Juist deze fluctuaties zijn daarom bijzonder en kenmerkend voor bedrijven als Noval en maken het daardoor uniek.
Legendarisch zijn hun eerste Vintage ports uit 1931, die zijn uitgeroepen door Vasconcelos Porto. Dit wordt mede in verband gebracht met de toenmalige wereldwijde depressie en de overproductie van de vintage uit 1927 van andere bedrijven waardoor veel port-expediteurs dat jaar juist niet tot vintage wilde verklaren.
In 1958 kwam Noval als eerste quinta met een "Late Bottled Vintage" uit 1954. Dit resulteerde in een geheel nieuwe categorie portwijn die toen veel discussie gaf. Deze wijn gaat ongefilterd op fles.
De druiven voor de diverse vintage ports worden grotendeels met de voeten getreden/gekneusd in betonnen lagares. Het bedrijf experimenteert zelfs met een rvs robot die de druiven kneust.
Hoewel er slechts zes officiële druivenvariëteiten zijn aangewezen voor port, gebruikt Noval ook de “sousão”.
In de zomer is het in de vallei vrij heet. De bodem bestaat uit schist met een hoog kaliumgehalte en een weinig nitraten, fosfaten en organisch materiaal.

### Twee wijn-lijnen
Er bestaan sinds het einde van de twintigste eeuw twee wijn-lijnen: “Noval” en “Quinta do Noval”. Alleen de wijn die voor 100% van druiven van de quinta zelf komen, dragen de laatste naam. De gewone “Noval” kan voor ongeveer 1/3 van ingekochte druiven gemaakt zijn. Vinificatie vindt wel op het bedrijf zelf plaats. Alle wijn wordt op het bedrijf zelf opgevoed.

### Nacional
De quinta bezit nog een perceel met ongeveer 6000 wijnstokken die geënt zijn op stokken van vóór de phylloxera epidemie. Dat wil zeggen niet geënt op Amerikaanse onderstam, maar die origineel en Portugees zijn gebleven. De geringe hoeveelheid wijn die daar vanaf komt, wordt verkocht onder hun eigennaam "Quinta do Noval" met de toevoeging “Nacional”.

## Typen port
Noval

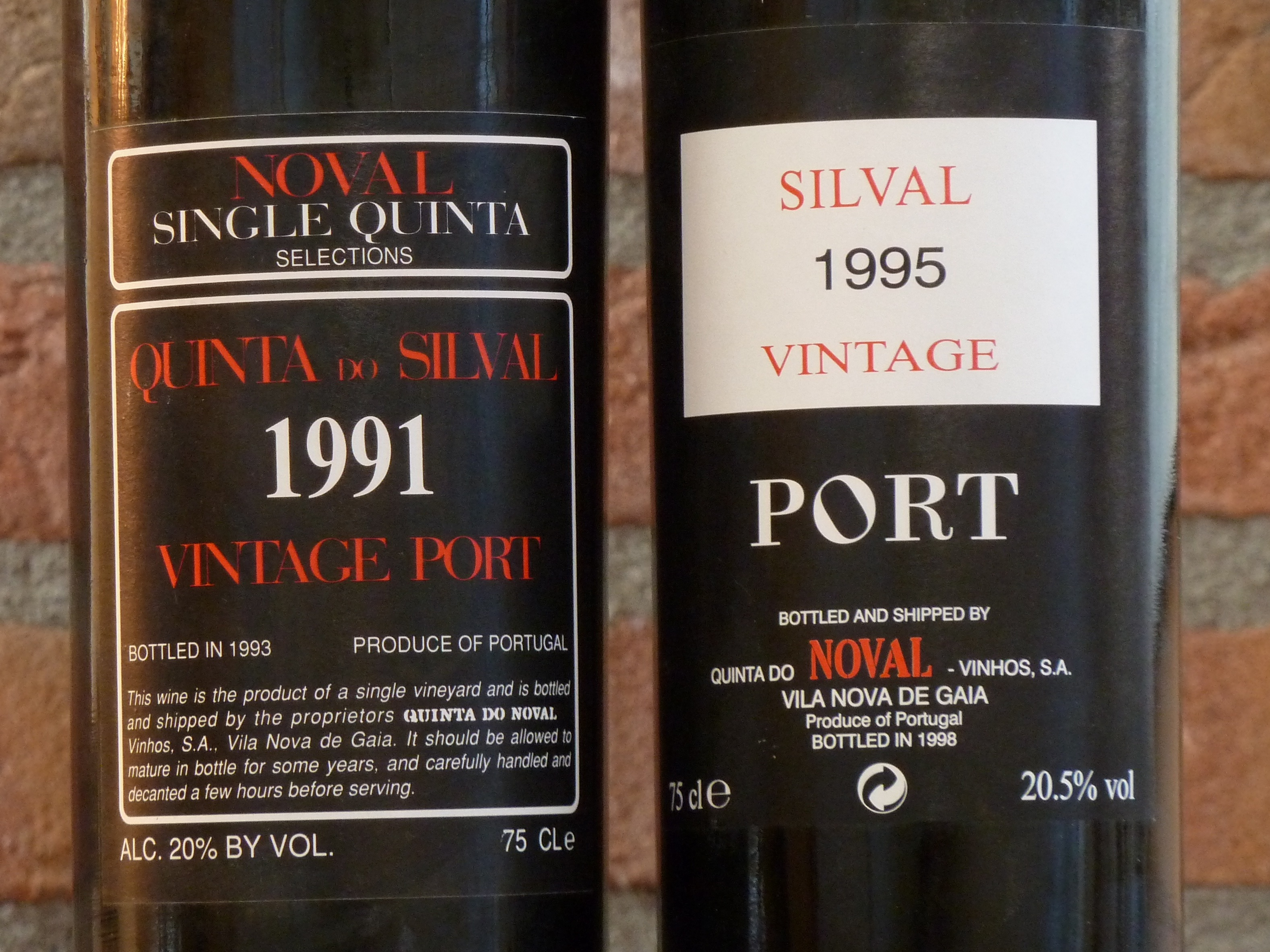
Ook de Vintage Port van vóór de overname in 1993 - met toevoeging van “Silval” - kan deels van ingekochte druiven gemaakt zijn.

- Noval Black - frisse lichte jonge port
- Fine Ruby
- Tawny
- Tawny Reserve
- Tawny 10 year old
- Tawny 20 year old
- Tawny 40 year old
- Vintage Silval - een type vintage port om jong gedronken te worden.
- LBV (Late Bottled Vintage)

Witte port
- Lagrima
- Fine White
- Extra Dry White

Quinta do Noval
- LBV (Late Bottled Vintage)
- Colheita
- Vintage
- Vintage Nacional